# Peugeot Instinct
Pour les articles homonymes, voir Peugeot et Instinct (homonymie).
La Peugeot Instinct Concept est une voiture autonome concept car hybride rechargeable, du constructeur automobile français Peugeot, présentée au 87e salon de Genève 2017.

## Histoire
Ce concept car de la marque au lion est préalablement annoncé au Mobile World Congress de Barcelone en Espagne.

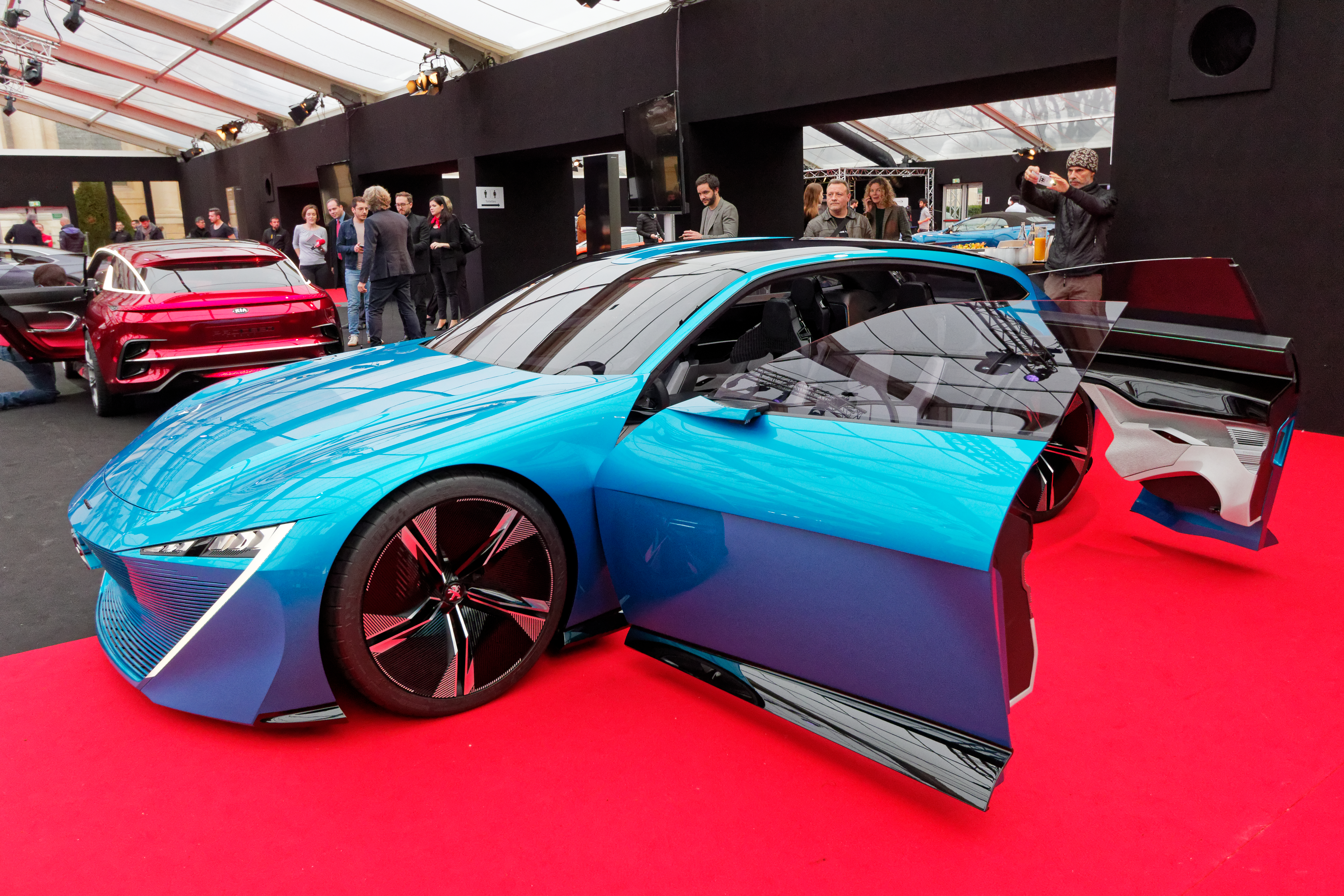
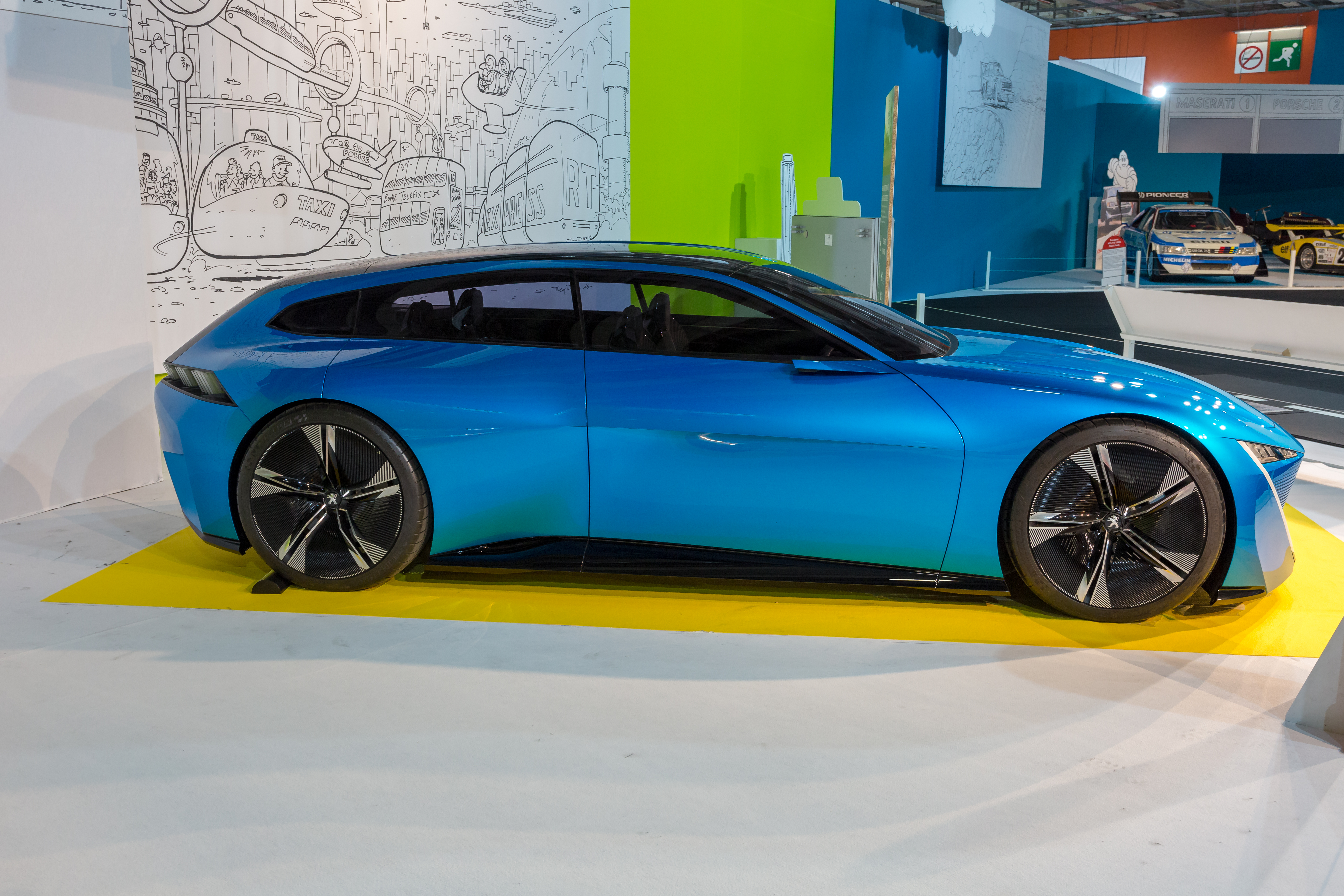
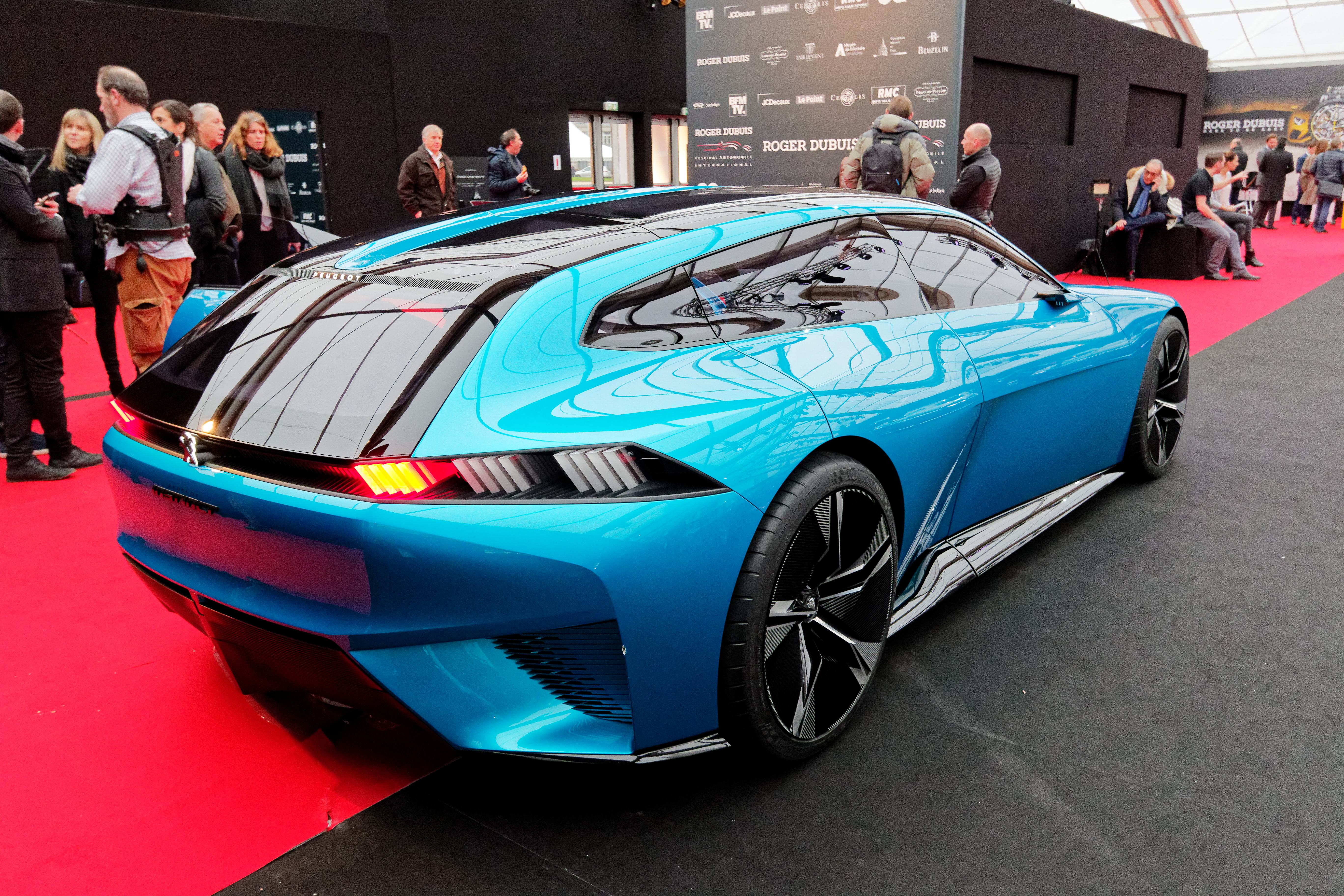

### Style
Le style du chef-designer Peugeot Gilles Vidal est inspiré des break de chasse 504 Riviera Pininfarina de 1971, Peugeot 306 HDI Break de Chasse de 1999, 407 Elixir de 2003, et autres Peugeot HX1 (2012), Peugeot Exalt (2014), ou Peugeot Fractal (2015)..., avec silhouette très basse pour optimiser son aérodynamisme, toit partiellement vitré, portes arrière à ouverture antagonistes, arrière fastback, feux préfigurant la future signature stylistique de la marque, et intérieur spacieux ultra design futuriste...

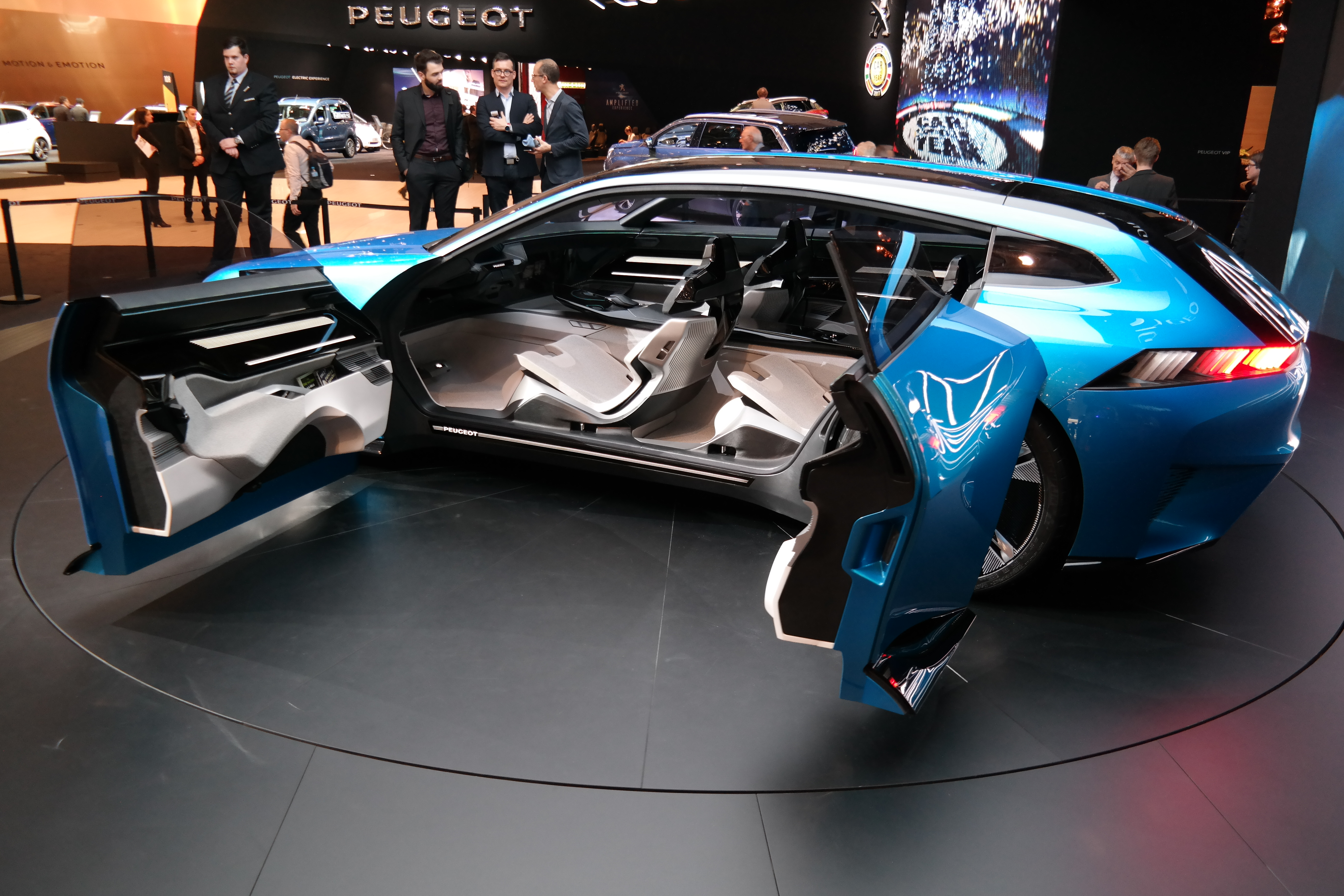
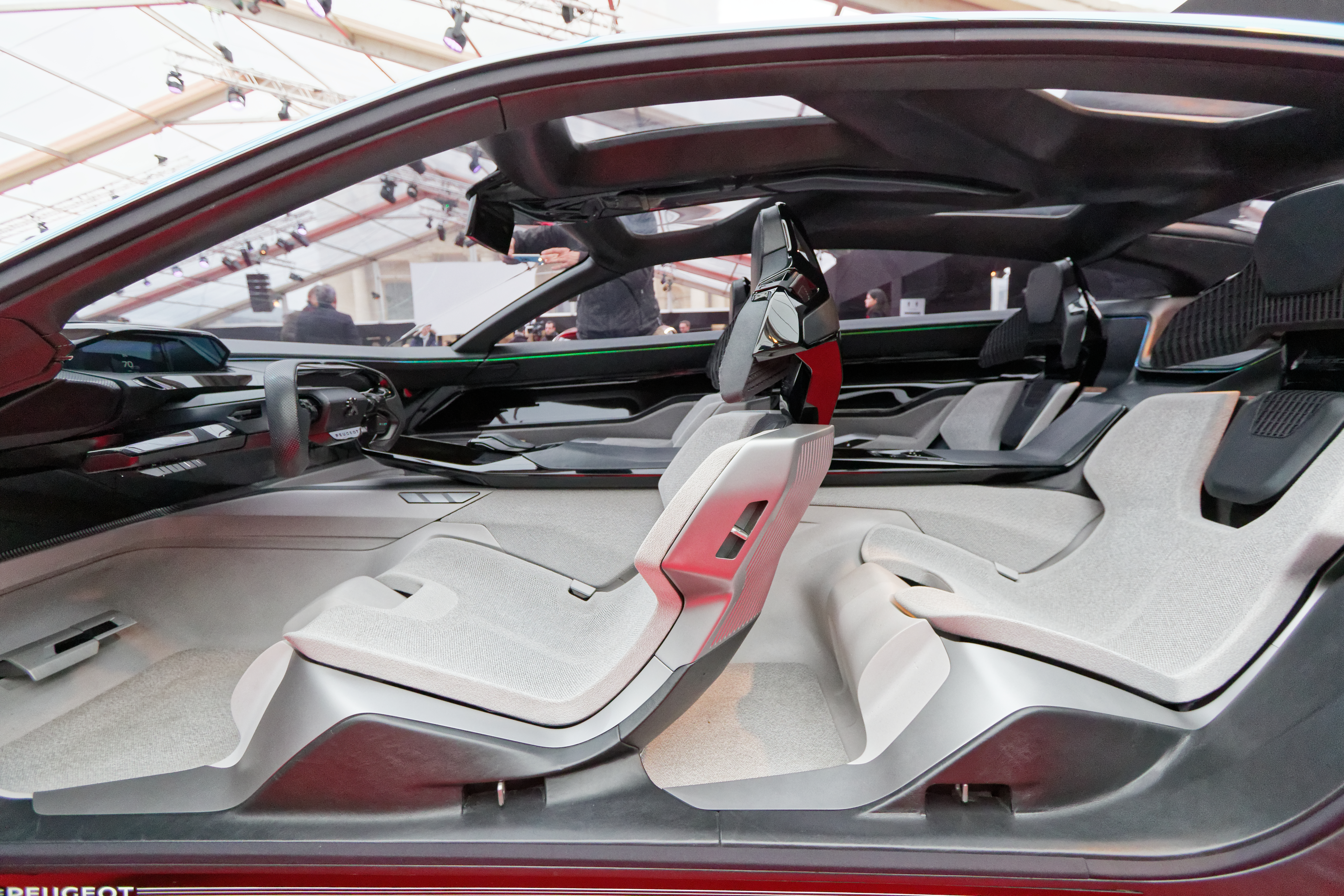
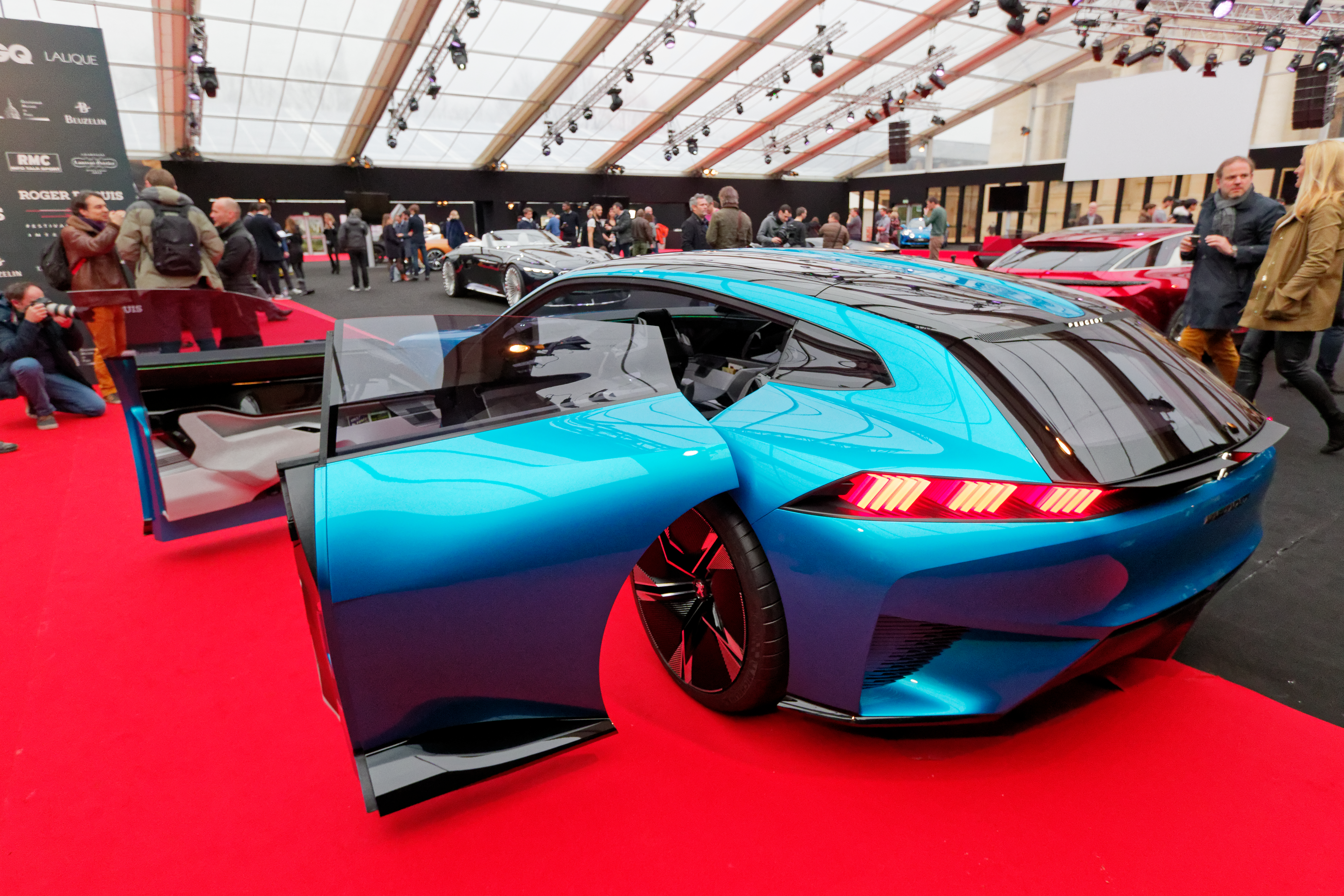

### Motorisation
Elle est motorisée par un moteur EP6 THP  1.6 L PSA Hybrid4 rechargeable d'une puissance de 300 ch cumulée.

### Technologie
Cette voiture autonome est développée en partenariat avec la marque Samsung pour la connectivité embarquée, avec tableau de bord 100 % numérique, volant rétractable en conduite autonome, et coach d'assistance personnelle pour connaître son passager...